# Deltote martjanovi
Deltote martjanovi is een vlinder uit de familie van de uilen (Noctuidae). De wetenschappelijke naam van deze soort is voor het eerst voorgesteld als Erastria martjanovi door Sergej Sergejevitsj Tsjetverikov in een publicatie uit 1904.
De soort komt voor in China.